# Казе Мацокато (Тревизо)
Казе Мацокато је насеље у Италији у округу Тревизо, региону Венето.
Према процени из 2011. године у насељу је живело 34 становника. Насеље се налази на надморској висини од 107 m.